# Paton V115 500
La Paton V115 è la moto da competizione con cui la casa motociclistica italiana Paton ha partecipato al motomondiale in classe 500 dal 1986 al 1992.

## Il contesto
La denominazione del modello, che sostituiva il precedente Paton V90 500 si doveva all'architettura del propulsore, un motore a V con l'angolazione di 115° tra le bancate, in configurazione quadricilindrica a due tempi raffreddato a liquido.
Alimentato da quattro carburatori, nella versione siglata C5/1 veniva dichiarata una potenza all'albero di 140 CV
Nella prima stagione di gare venne condotta da Vittorio Scatola che nelle sue uniche due partecipazioni non riuscì però a conseguire punti validi per la classifica iridata; la stessa sorte capitò anche l'anno seguente dove il miglior risultato fu un sedicesimo posto ottenuto nel Gran Premio di Francia.
Nel 1988 i risultati nel motomondiale furono altrettanto avari di soddisfazione, diverso però il caso del Campionato Europeo Velocità dove lo stesso Scatola riuscì ad ottenere il 3º posto in classifica vincendo anche la prova del campionato disputata in Italia.
Nella stagione 1989 la moto, ora con la sigla C7, venne portata in gara nel mondiale da Marco Papa ma anche questo pilota non riuscì ad ottenere piazzamenti tali da consentirgli di ottenere punti nella classifica mondiale. Fu nel motomondiale 1990 che la Paton V115 riuscì ad ottenere il suo primo punto iridato grazie al 15º posto ottenuto da Scatola in occasione del Gran Premio delle Nazioni, seppur staccato di 8 giri dal vincitore. Questo risultato fece sì che Scatola si piazzasse al 35º posto nella classifica piloti e anche la Paton apparisse al 6º posto della classifica costruttori.
Nel 1991 la versione C8 venne condotta da un nuovo pilota, Michele Valdo ma anch'egli non riuscì ad ottenere punti in classifica; nelle sue tre partenze il miglior risultato fu un sedicesimo posto ottenuto in Francia. L'ultimo anno in cui la si vide in gara fu il 1992 con alla guida l'esordiente nel mondiale Lucio Pedercini, ma i risultati furono deludenti come i precedenti, con un 20º posto quale miglior piazzamento stagionale. In quest'ultima evoluzione, la C8/3 veniva dichiarata una potenza arrivata a superare i 150 cv.
Dopo un anno di pausa dalle competizioni, all'inizio della stagione 1994 venne presentata la nuova Paton, la V70 con una nuova configurazione del propulsore.